# Эль-Мирадор
Эль-Мирадор (исп. El Mirador) — крупнейшая метрополия культуры майя доклассического периода. Его руины находятся в департаменте Петен на севере Гватемалы, близ гватемальско-мексиканской границы.
Эль-Мирадор расположен в 13 км к северо-западу от Накбе.

## Раскопки
Обнаружен в 1926 году, заснят в 1930 с воздуха, но из-за труднодоступности через джунгли не исследовался до 1962 года, когда Ян Грэм составил первую карту местности. Он обследовал руины и на основании предварительного анализа керамики отнёс его к доклассическому периоду. Начиная с 1978 года на городище работали три различных проекта американских научных организаций.
С 1990 года раскопки возобновились под руководством Ричарда Хансена. Он в 2003 году возглавил программу по исследованию, укреплению, консервации памятников древности. К 2008 году команда исследователей со всего мира, задействованная в программе, опубликовала 168 научных документов.
В 2009 году в Эль-Мирадоре обнаружен фриз эпохи майя высотой 3 метра и длиной 4 метра, который датируется примерно 300 годом до н. э.. Таким образом он является старейшим из известных фризов культуры майя. Известняковый фриз с лепниной изображает Ишбаланке и Хунапу во время купания в реке.

## История

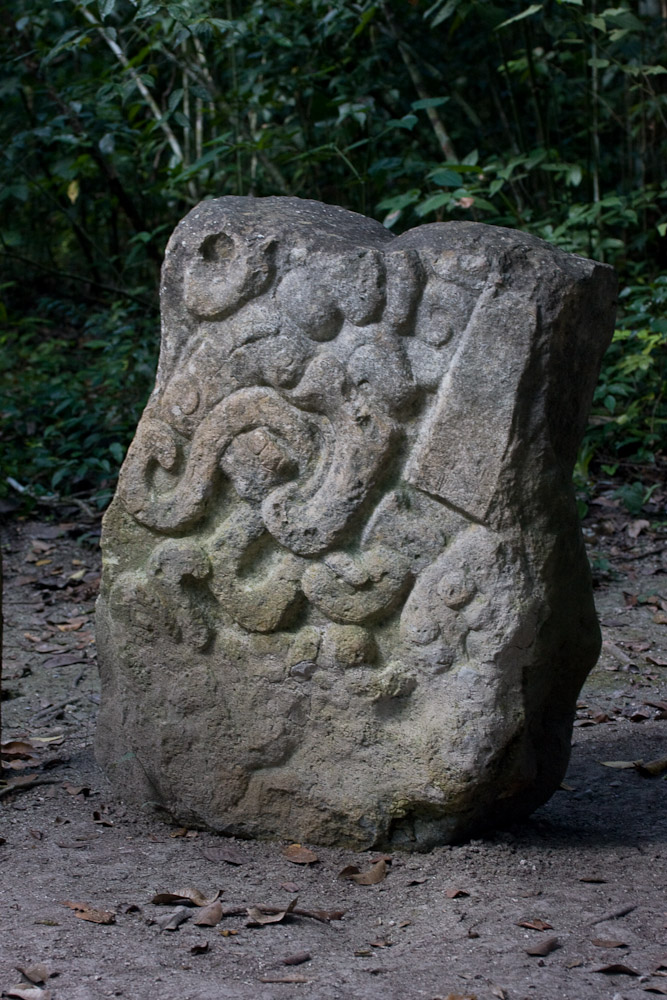
Стела

Первые следы обитания человека на территории Эль-Мирадора относятся к этапу Мамом (600—300 годы до н. э.). В этот период были возведены первые постройки в Западной группе, а также началось формирование Центрального акрополя, служившего впоследствии царской резиденцией и политико-административным ядром города.
Эль-Мирадор (оригинальное название — Каналь (?)), являлся столицей царства Каналь (?). В поздний доклассический период цивилизации майя этот город был, безусловно, самым большим городищем во всём Петене. Как и Накбе, он состоял из двух групп, соединённых сакбе.
В целом планировка Эль-Мирадора определяется тремя пирамидальными комплексами (Тигре, Монос и Данта), расположенными в вершинах прямоугольного треугольника, и Центральным акрополем.
Строительство в Эль-Мирадоре началось на рубеже IV—III веков до н. э. Особый масштаб строительство здесь приобретает около 150 года до н. э. с сооружением комплекса Тигре. Позднее (около 100 г. до н. э.) строится комплекс Монос на юг от Тигре, также содержавший пирамиду с храмовой «триадой». Примерно в это же время возникает Западный акрополь — политико-административное сердце Эль-Мирадора. Восточная группа начинает строиться позже, чем Тигре и Монос.
Наибольший расцвет Эль-Мирадора приходится на конец II века до н. э. — II век н. э. Сооружения этого времени являются самыми большими памятниками монументальной архитектуры древних майя за всю их историю. Например, главная пирамида Тигре возвышалась на 55 м и занимала 19600 м². Объём конструкции составлял около 380000 м³, что в шесть раз больше, чем Храм I в Тикале.
Самым крупным сооружением Эль-Мирадора является комплекс Данта, занимающий всю Восточную группу. Он был построен поверх естественного холма, что позволило древним архитекторам создать ансамбль из террас, пирамид и храмов. Данта вздымается над окружающей местностью на 72 м, а его общий объём — около 2 млн м³. Пирамиды можно наблюдать даже из Калакмуля, по другую сторону границы Гватемалы и Мексики (40 км к северу). Радиоуглеродная датировка (около 180 г. н. э.), видимо, отражает последний этап использования комплекса Данта. Его структура показывает, что он возник не одномоментно, а прошёл несколько строительных стадий.
Западный акрополь представлял собой сложный ансамбль из нескольких пирамид и длинных «дворцовых» построек на 8-метровой платформе-основании размерами 300 на 150 м. На площади акрополя были найдены остатки стел.
Вся Западная группа, бывшая ритуально-административным ядром Эль-Мирадора, была укреплена. С севера и запада склоны возвышенности, на которой она располагалась, были эскарпированы, а с юга и востока сердце города защищала грандиозная система каменно-земляных укреплений. Первую линию составляла стена общей длиной 1270 м, 20 м шириной и от 4 до 6 м высотой. С внутренней стороны имелся парапет и располагались длинные прямоугольные постройки, возможно, служившие хранилищами. Возможно, по верху стены шел частокол. Ров 5-6 м шириной и 2,5 м глубиной, вырытый вдоль стены, являлся второй линией укреплений. На пересечении с сакбе, ведущей к Восточной группе, был построен специальный проход. В этом месте дорога сужается и переходит в подъём, а затем в спуск по наклонной плоскости. Общий объём земляных работ при создании этой оборонительной системы превысил 100000 м³. Доклассические укрепления майя, выполненные в таких размерах, неизвестны.
К 200—250 годам н. э. Эль-Мирадор, так же как и Накбе, теряет своё значение: сокращается монументальное строительство, город пустеет, хотя, видимо, и не был заброшен окончательно. Причины этого явления не ясны до сих пор, но возможно, что немалую роль в этом сыграли молодые растущие соперники — Тикаль и Уашактун на юге, Калакмуль на севере.
В настоящее время в Эль-Мирадоре имеется две крупных пирамиды, 55-метровая «Эль-Тигре» и 72-метровая «Ла-Данта», на вершине последней находится храм. В Эль-Мирадоре найдено множество изображений птицеобразного божества Вукуб-Какиш.

## Правители Каналя (Эль Мирадора), царства Каналь
Династия Кан
- «Skyraiser» (396 до н. э. — ?)
- Тах-Чам-Кинич (Tah Ch’am? Kinich)
- Чаналь-Чак-Чапат (Chanal Chak Chapa’t) (? — 322)
- Чак-Ким/Бак (Chak? Kim/Bak) (322—296)
- Чак-[…] (Chak […]) (296 — ранее 266)
- Ча-Ким/Бак (Ch’a Kim/Bak) (281—234)
- […]-А-Ши ([…] A Xi) (234—194)
- Чак-Кай (Chak? Kay) (194—176)
- Ахкаб-Охль-Балам/Хиш (Ahk’ab Ohl Bahlam/Hix) (176 — ?)
- Йукном-Чен (Yuhknoom Ch’een) (? — 172)
- Кааб-Кан-Ка-Ва (K’ab? Ka’an Ka Kan Wa) (172—163)
- Йуком-[…]-Как/Буц (Yukom […] K’ak/Butz') (163—156)
- Йукном-Йичак-Как/Буц (Yuhknoom Yich’aak K’ahk'/Butz') (156—149)
- Йуком-Эк-Ти-Кан-На (Yukom-Ek'-Ti-Ka’an-Na) (149—108)
- Тахом-Укаб-Как/Буц (Tahom U’kab K’ak/Butz') (108 — 78)
- Как/Буц-[…]-«Casper» (K’ak/Butz' […] «Casper») (78 — 33)
- У-[…]-Кан-Ла (U […] Ka’an La) (33 до н. э. — 7 н. э.)
- Йуком-[…]-Кан-На (Yukom […] Ka’an-Na) (7 — 16)
- У-[…] (U […], «Scroll Serpent») (16 — ?)